# 國立虎尾高級農工職業學校
國立虎尾高級農工職業學校（英語：National Huwei Agricultural & Industrial Vocational Senior High School），簡稱虎尾農工，通稱「國立虎尾農工」，是臺灣的一所公立技術型高級中等學校，位在雲林縣虎尾鎮。

## 概況
虎尾農工位在虎尾鎮公安里博愛路65號，校地面積7.3公頃，以「忠、信、篤、敬」為校訓。該校設有食品加工科、畜產保健科、機械科、電機科、建築科、生物產業機電科、電腦機械製圖科、商業經營科等科及特教班（綜合職能科，108學年度起改為門市服務科）、實用技能學程（農業技術科、機械修護科、電機修護科、商用資訊科）。

## 校史
臺灣日治時期的昭和三年（1928年），臺灣總督府建臺南州虎尾農業補習學校，設二年制農業科，1935年改制為臺南州虎尾國民農業學校，1941年復改制臺南州虎尾專修農業學校，並改為三年制農業科。戰後改制臺南縣立虎尾初級農業職業學校，隸屬臺南縣，行政區劃屬該縣虎尾區虎尾鎮。
1950年行政區劃重劃並廢區，虎尾農工隨虎尾鎮改隸雲林縣，也改名為雲林縣立虎尾初級農業職業學校，後增設高級部農業科，改制為雲林縣立虎尾農業職業學校。1962年起發展「高農分科教育」，分設綜合農業科、畜牧獸醫科、農業土木科、農產製造科、農村家事科五科。1968年實施「省辦高中，縣市辦初中」，改隸臺灣省政府教育廳，改制為臺灣省立虎尾高級農業職業學校並附設實用技藝訓練中心，停招初中部。1969年增設機工科（機械群機械科前身）、電工科（電機與電子群電機科前身），稱臺灣省立虎尾高級農工職業學校，其後陸續增設建築科、農業機械科（機械群生物產業機電科前身）、機械製圖科和農產行銷科。2000年因精省改隸中華民國教育部，稱國立虎尾高級農工職業學校。

## 知名校友
虎尾農工畢業校友截至2018年10月已經超過1.8萬人，較知名的有故國民大會代表陳錫璋、前立法委員林文瑞、 前內政部警政署副署長王郡、前雲林縣虎尾鎮立仁國民小學校長林榮男、2020年中華民國空軍UH-60M黑鷹直升機墜毀事故殉職機工長許鴻彬等人。

## 外部連結
- 國立虎尾高級農工職業學校